# رولف آلداک
رولف آلداک (اسپانیایی: Rolf Aldag‎؛ زادهٔ ۲۵ اوت ۱۹۶۸) دوچرخه‌سوار اهل آلمان است.
وی همچنین برندهٔ جوایزی همچون برگ بوی نقره‌ای شده‌است.